# Атака на авіабазу Міллерово
Ата́ка на авіаба́зу Мі́ллерово — імовірний обстріл українськими військами російської авіабази Міллерово в Ростовській області, що відбувся 25 лютого 2022 року під час вторгнення Росії в Україну. Україна та Росія не надали офіційного підтвердження цьому інциденту.

## Підстави
На аеродромі «Міллерово» базувалися літаки Су-30СМ, Су-25 та гелікоптери, які здійснювали атаки на територію України..

## Перебіг
За повідомленням російського військового кореспондента Семена Пєгова Повітряні сили України балістичною ракетою «Точка-У» завдали удару по російській авіабазі, розташованій за 16 км від кордону. За твердженням українського журналіста Юрія Бутусова, знищено щонайменше 2 літаки Су-30СМ Повітряно-космічних сил Росії. Згідно з повідомленням УНІАН, також було знищено кілька одиниць іншої авіатехніки. Російські ЗМІ заявили, що під час удару всі літаки перебували у повітрі та виконували бойові завдання.

## Реакції
ЗСУ відреагувало о 09:20 публікацією в Facebook фото авіабази, де видно полум'я та дим, з риторичним підписом «А хто це зробив?» («А кто это сдэлал?»). Оригінальне фото було опубліковано 08:56 у спільноті, що висвітлює новини, аналітику та історію авіації силових структур України.
Головний редактор видання Цензор.нет Юрій Бутусов назвав атаку «однією з найуспішніших операцій ЗСУ в історії війни» та «поразкою, яку Путін не зможе приховати».
Російські ЗМІ поставили під сумнів успіх атаки, стверджуючи, що втрати відсутні. Водночас російський військовий кореспондент Семен Пєгов повідомив, що з російського боку є поранені. Офіційного підтвердження атаки від Росії не відбулося.

## Подальші події
17 березня 2022, майже через місяць після удару по аеродрому, у лікарні помер від поранень російський пілот капітан Віталій Войцеховський, офіцер 16-ї бригади армійської авіації (в/ч 12628).
6 листопада 2022 стало відомо про другого загиблого — старшого пілота капітана Рабазана Раджабова.
2 грудня 2022 стало відомо про ще одного загиблого внаслідок атаки — інженера 31-го винищувального авіаполку лейтенанта Олексія Сажнєва.